# Хлорид радію
Хлорид радію, радій хлорид — сіль радію та хлоридної кислоти. Хімічна формула RaCl2. Отримана Марією Кюрі . Вперше був використаний для спектрального аналізу, офіційного оголошення, про відкриття радію у 1902 році, та вивчення його властивостей. Сильно радіоактивний, токсичний.

## Отримання
Отримують взаємодією інших солей радію (найчастіше броміду, сульфату та карбонату) та хлороводню:
- {\displaystyle {\ce {RaCO_3 + 2HCl(g) ->[{t}] RaCl_2 + CO_2 + H_2O}}}
- {\displaystyle {\ce {RaSO_4 + 2HCl(g) ->[{t}] RaSO_4 + SO_3 + H_2O}}}
- {\displaystyle {\ce {RaBr_2 + 2HCl(g) ->[{t}] RaCl_2 + 2HBr}}}

Або гідроксиду радію та хлороводню:
{\displaystyle {\ce {Ra(OH)_2 + 2HCl(g) ->[{t}] RaCl_2 + 2H_2O}}}
Інший спосіб полягає в безпосередній реакції між хлором та радієм:
{\displaystyle {\ce {Ra + Cl_2 -> RaCl_2}}}

## Хімічні властивості
Кристалогідрат хлориду радію розкладається під час нагрівання.
{\displaystyle {\ce {RaCl_2 * 2H_2O ->[{t = 100°C}] RaCl_2 + 2H_2O}}}